# Phare de Gay Head
Le phare de Gay Head (en anglais : Gay Head Light) est un phare actif situé à l'extrémité ouest de Martha's Vineyard, à Aquinnah dans le Comté de Dukes (État du Massachusetts).
Il est inscrit au Registre national des lieux historiques depuis le 15 juin 1987 .

## Histoire
Dès 1799, un phare fut construit sur les falaises de Gay Head pour marquer une zone dangereuse de récifs nommés Devil's Bridge pour sécuriser le trafic maritime dans les îles avoisinantes. C'était une tour octogonale en bois de 11 m de haut sur un socle en pierre, avec une maison de gardien et diverses dépendances. En 1838, il reçut un nouvel objectif à miroir parabolique sur la tour rabaissée de 4 m pour garder le faisceau lumineux sous le brouillard.
En 1844, la tour déjà en mauvais état, fut déplacée d'une centaine de mètres. En 1854, le phare bénéficia d'une nouvelle lanterne et de 13 nouvelles lampes à réflecteurs plus grands. Ne donnant pas la puissance souhaitée il fut décidé de construire une tour plus adaptée pour recevoir une lentille de Fresnel de premier ordre provenant de France de la société Lepaute.
Le 1er décembre 1856, le nouveau phare de Gay Head est activé. Le 15 mai 1874, le feu blanc clignotant passe de blanc clignotant à "trois blancs et un rouge" afin de différencier le feu des deux autres feux principaux de la région. En 1885, la lumière fut convertie au kérosène à cause du coût énorme de l'huile. Il ne fut converti à l'électricité qu'au début des années 1950 et, en 1952 la lentille de Fresnel fut remplacée par une balise d'aérodrome Carlisle & Finch (en) DCB-224. Le phare fut entièrement automatisé en 1956. La maison de gardien, construite en 1902, fut rasée en 1960. La lentille de Fresnel a été transférée au Martha's Vineyard Museum d'Edgartown .
La gestion du phare a été transférée à une organisation civile en 1987, la  Vineyard Environmental Research Institut (VERI), pour permettre sa préservation.
En 1994 cette gestion a été donnée au Martha's Vineyard Museum et le phare est ouvert au public.
Depuis 2015, le phare appartient à la ville d'Aquinnah. Les visites s'effectuent tous les jours de la mi-mai à la mi-octobre.

### Déménagement du phare

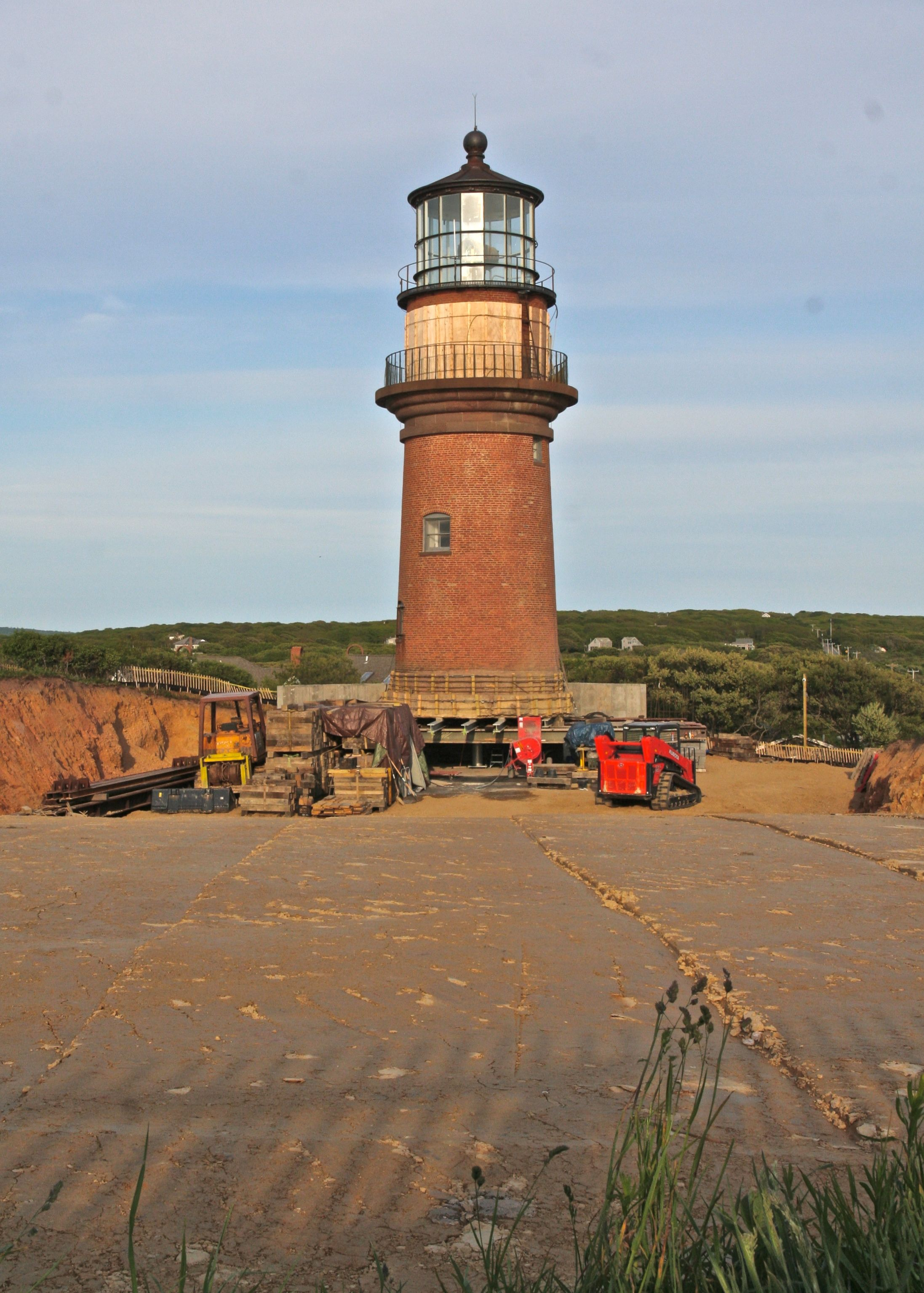
Le phare à son nouvel emplacement, durant les travaux de juin 2015

En 2015, le comité du phare de Gay Head a travaillé en collaboration avec la ville d'Aquinnah et la communauté insulaire de Martha's Vineyard pour recueillir environ 3,5 millions de dollars afin de déplacer le phare à environ 39 mètres (129 pieds) de son ancien emplacement afin de le sauver. Le nouvel emplacement choisi pour le phare Gay Head est à environ 180 pieds en arrière de la face de la falaise en érosion. Le phare a été déplacé et son support renforcé par Expert House Movers et l'entrepreneur général International Chimney, sous les yeux des villageois. 
La terre végétale et la végétation enlevées et sauvées du site d'origine ont ensuite été réinstallées pour rétablir le paysage végétalisé. En préparation du déménagement, le signal rouge et blanc clignotant de la lumière a été éteint par le gardien principal Richard Skidmore le 16 avril 2015. La lumière a retrouvé son éclat fonctionnel à 18 h 08 lors de la soirée orageuse du 11 août 2015. 
Le phare de Gay Head est à nouveau ouvert au public par le biais du Martha's Vineyard Museum. Des géologues engagés ont estimé que le phare ne sera plus menacé avant 150 ans. 
Un documentaire de 65 min a été tourné montrant les efforts des différentes équipes de travaux pour ce déplacement,.

## Description
Le phare actuel  est une tour cylindrique en brique rouge non peinte, avec une galerie circulaire et une lanterne noire de 15,5 m de haut. Il émet, à une hauteur focale de 52 m, un éclat blanc et rouge alternatif de 0.2 seconde par période de 7.5 secondes. Sa portée est de 24 milles nautiques (environ 44 km) pour le feu blanc et de 20 milles nautiques (environ 37 km) pour le feu rouge.

## Caractéristiques dufeu maritime
Fréquence : 7.5 secondes (WR)
- Lumière : 0.2 seconde
- Obscurité : 7.3 secondes

Identifiant : ARLHS : USA-319 ; USCG : 1-0620 - Amirauté : J0476 .
|                   |
| Martha's Vineyard |

|          |
| Le phare |

|             |
| La lanterne |

### Lien connexe
- Liste des phares du Massachusetts